# Camptocarpus
Camptocarpus là chi thực vật có hoa trong họ Apocynaceae.

## Phân bố
Chi này có tại Madagascar, Rodrigues và Réunion ở miền tây Ấn Độ Dương.

## Các loài
Danh sách loài dưới đây lấy theo Plants of the World Online.
- Camptocarpus acuminatus (Choux) Venter, 1997: Bắc và đông miền trung Madagascar.
- Camptocarpus cornutus Klack., 1998: Đông nam Madagascar.
- Camptocarpus crassifolius Decne., 1844: Nam Madagascar.
- Camptocarpus decaryi (Choux) Venter, 1997: Đông bắc Madagascar.
- Camptocarpus lanceolatus Klack., 1998: Đông nam Madagascar.
- Camptocarpus linearis Decne., 1844: Bắc và trung miền trung Madagascar.
- Camptocarpus mauritianus (Lam.) Decne., 1844: Madagascar, Réunion.
- Camptocarpus semihastatus (Decne.) Klack., 1998: Trung Madagascar.
- Camptocarpus sphenophyllus (Balf.f.) Venter, 1997: Đảo Rodrigues (Mauritius).

## Lưu ý
Danh pháp Camptocarpus K.Koch, 1844 dù được công bố trước (tháng 1 năm 1844) so với danh pháp Camptocarpus Decne., 1844 (công bố tháng 3 năm 1844), nhưng Camptocarpus Decne., 1844 là danh pháp được bảo toàn (nom. cons). Danh pháp Camptocarpus orientalis (L.) K.Koch, 1844 hiện nay là đồng nghĩa của Alkanna orientalis (L.) Boiss., 1844 (họ Boraginaceae).